# Nikolaj Slavjanov

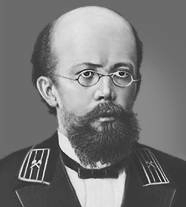
Nikolaj Slavjanov

Nikolaj Slavjanov (på ryska Николай Гаврилович Славянов), född 1854, död 1897, var en rysk ingenjör och uppfinnare. År 1888 utvecklingen han av metallbågsvetsning.